# Don't Panic (álbum)
Don't Panic é o quinto álbum de estúdio da banda de pop punk norte-americana All Time Low, lançado em 9 de outubro de 2012 pela Hopeless Records. Todas as canções foram compostas por Alex Gaskarth e Mike Green, exceto "Outlines", também escrita por Patrick Stump, da banda Fall Out Boy. Don't Panic debutou na sexta posição da Billboard 200, pela venda de 48 mil cópias em sua primeira semana nos Estados Unidos, e foi bem recebido pelos críticos especializados. O disco foi relançado cerca de um ano depois, com o título Don't Panic: It's Longer Now!.

## Precedentes
O álbum anterior da banda, Dirty Work, foi lançado pela gravadora Interscope; em maio de 2012, eles anunciaram que a haviam deixado e lançaram uma canção chamada "The Reckless and the Brave" como um download digital gratuito no primeiro dia de junho. No mês seguinte, confirmaram que retornariam para sua antiga gravadora, a independente Hopeless. No final de agosto, uma nova canção, "For Baltimore", uma referência à sua cidade de origem, foi liberada no Alternative Press.
"Nesse disco, uma grande parte do processo foi descobrir o que fazia nossa banda especial em cada um dos anteriores", disse o vocalista/guitarrista Alex Gaskarth em um comunicado de imprensa. "Dessa vez, ao invés de nos influenciar por seja lá o que estamos ouvindo no momento - ou o que quisermos usar de gerações passadas - a meta é criar um álbum que nos faça sentir que reflete os melhores aspectos dos anteriores". Foi lançado um trailer do disco em 28 de agosto de 2012; ele continha prévias das canções "For Baltimore", "Outlines" e "Somewhere in Neverland". A última foi lançada como single em 18 de setembro. Em 2 de outubro, o trabalho completo foi disponibilizado para stream no canal da gravadora no Youtube, com a canção "So Long, and Thanks for All the Booze" sendo chamada de "Let Me Be Me".
O álbum foi relançado em 30 de setembro de 2013 como Don't Panic: It's Longer Now!, contendo quatro faixas inéditas e versões acústicas de canções. A versão física é limitada a quinze mil cópias. "A Love Like War", com participação de Vic Fuentes da banda Pierce the Veil, foi lançada como primeiro single dessa edição.

## Lista de faixas
Todas as músicas compostas por Alex Gaskarth e Mike Green, exceto quando registrado.
| Edição padrão |                                                           |                                          |         |  |
| N.º           | Título                                                    | Compositor(es)                           | Duração |  |
| 1.            | "The Reckless and the Brave"                              |                                          | 3:19    |  |
| 2.            | "Backseat Serenade" (feat. Cassadee Pope)                 |                                          | 3:21    |  |
| 3.            | "If These Sheets Were States"                             |                                          | 3:19    |  |
| 4.            | "Somewhere in Neverland"                                  |                                          | 3:45    |  |
| 5.            | "So Long, Soldier" (feat. Anthony Raneri e Cassadee Pope) |                                          | 2:49    |  |
| 6.            | "The Irony of Choking on a Lifesaver"                     |                                          | 3:36    |  |
| 7.            | "To Live and Let Go"                                      |                                          | 3:43    |  |
| 8.            | "Outlines" (feat. Jason Vena)                             | Alex Gaskarth, Mike Green, Patrick Stump | 3:35    |  |
| 9.            | "Thanks to You"                                           |                                          | 3:34    |  |
| 10.           | "For Baltimore"                                           |                                          | 3:08    |  |
| 11.           | "Paint You Wings"                                         |                                          | 3:40    |  |
| 12.           | "So Long, and Thanks for All the Booze"                   |                                          | 3:09    |  |

| Faixa bônus no Japão |                                         |         |  |
| N.º                  | Título                                  | Duração |  |
| 13.                  | "The Reckless And The Brave (Acoustic)" | 3:38    |  |

### Don't Panic: It's Longer Now!
Todas as músicas compostas por Alex Gaskarth e Mike Green, exceto quando registrado.
| N.º | Título                                                    | Compositor(es)                           | Duração |  |
| 1.  | "The Reckless and the Brave"                              |                                          | 3:19    |  |
| 2.  | "A Love Like War" (feat. Vic Fuentes)                     |                                          | 3:33    |  |
| 3.  | "Backseat Serenade" (feat. Cassadee Pope)                 |                                          | 3:21    |  |
| 4.  | "Me Without You (All I Ever Wanted)"                      |                                          | 3:33    |  |
| 5.  | "If These Sheets Were States"                             |                                          | 3:19    |  |
| 6.  | "Somewhere in Neverland"                                  |                                          | 3:45    |  |
| 7.  | "So Long, Soldier" (feat. Anthony Raneri e Cassadee Pope) |                                          | 2:49    |  |
| 8.  | "Canals"                                                  |                                          | 3:22    |  |
| 9.  | "The Irony of Choking on a Lifesaver"                     |                                          | 3:36    |  |
| 10. | "To Live and Let Go"                                      |                                          | 3:43    |  |
| 11. | "Outlines" (feat. Jason Vena)                             | Alex Gaskarth, Mike Green, Patrick Stump | 3:35    |  |
| 12. | "Thanks to You"                                           |                                          | 3:34    |  |
| 13. | "For Baltimore"                                           |                                          | 3:08    |  |
| 14. | "Paint You Wings"                                         |                                          | 3:40    |  |
| 15. | "So Long, and Thanks for All the Booze"                   |                                          | 3:09    |  |
| 16. | "Oh Calamity!"                                            |                                          | 3:46    |  |
| 17. | "For Baltimore (Acoustic)"                                |                                          | 3:29    |  |
| 18. | "Somewhere In Neverland (Acoustic)"                       |                                          | 3:40    |  |
| 19. | "The Reckless And The Brave (Acoustic)"                   |                                          | 3:37    |  |
| 20. | "Backseat Serenade (Acoustic)"                            |                                          | 3:14    |  |

## Recepção da crítica
| Críticas profissionais | Críticas profissionais |
| Pontuações agregadas   | Pontuações agregadas   |
| Fonte                  | Avaliação              |
| ---------------------- | ---------------------- |
| Metacritic             | 74/100                 |
| Avaliações da crítica  |                        |
| Fonte                  | Avaliação              |
| Allmusic               | [ 9 ]                  |
| Alternative Press      | [ 10 ]                 |
| Rock Sound             | [ 11 ]                 |

O disco obteve uma média de 74% de aprovação no Metacritic, que se baseou em quatro resenhas. No Allmusic, Tim Sendra comentou que as músicas da banda estão muito mais pop e menos punk que as do início da carreira, com o último surgindo apenas "em uma ocasional rispidez no vocal de Alex Gaskarth e em um ou dois breaks de guitarra fora da camada de som que fazem realmente barulho", comparando o som com o de Bon Jovi. Ele completou, "Honestamente, no entanto, isso não é uma coisa ruim. [...] Há vários fatores que contribuem para o sucesso do álbum. As canções são consistentes, os vocais são perfeitamente equilibrados entre sonhadores e intensos, a produção é impressivamente enérgica, quase sem uso de truques modernos, e as letras contém uma boa combinação de lamentação emo e doce romance desesperado. Quase todas as canções parecem que poderiam ser um sucesso nas rádios", concluindo que esse é "o melhor disco [da banda] até então, em uma carreira bastante consistente". Scott Heisel, escrevendo para o Alternative Press, descreveu o trabalho como "um álbum que foca no lado forte da banda - músicas pop punk de batida acelerada e viciantes, estilo Blink-182, New Found Glory e Jimmy Eat World, com letras que realmente significam alguma coisa", afirmando que "quase soa como um disco de greatest hits". Ele destaca, no entanto, que não é perfeito, citando "The Irony of Choking on a Lifesaver" como "fácil demais, considerando o quanto a banda progrediu" e "So Long, and Thanks for all the Booze" como "pouco memorável".

## Paradas musicais
| Parada (2012)                  | Melhor posição |
| ------------------------------ | -------------- |
| Austrália (ARIA)               | 13             |
| Áustria (Ö3 Austria Top 40)    | 75             |
| Canadá (Canadian Albums Chart) | 18             |
| Estados Unidos (Billboard 200) | 6              |
| Irlanda (IRMA)                 | 25             |
| Japão (Oricon)                 | 14             |
| Reino Unido (OCC)              | 9              |